# Parafia św. Władysława w Hempstead
Parafia św. Władysława w Hempstead (ang. St. Ladislaus's Parish) – parafia rzymskokatolicka położona w Hempstead, hrabstwie Nassau, w stanie Nowy Jork, Stany Zjednoczone.
Jest ona wieloetniczną parafią w diecezji Rockville Centre, z mszą św. w j. polskim dla polskich imigrantów.
Ustanowiona w 1915 roku i dedykowana św. Władysławowi.

## Nabożeństwa w j.polskim
- Niedziela – 9:30